# 田口・白鳥シリーズ
『田口・白鳥シリーズ』（たぐち・しらとりシリーズ）は、宝島社から刊行されている海堂尊のミステリー小説のシリーズの総称。

## 概要
著者の作品で登場する架空の市・桜宮市の「東城大学医学部付属病院」を主な舞台に、不定愁訴外来の講師・田口公平と厚生労働省大臣官房秘書課付技官の役職に就く役人・白鳥圭輔の活躍を描いた著者のデビュー作『チーム・バチスタの栄光』から連なるシリーズ。
『ジェネラル・ルージュの凱旋』までの基本的な話の流れは、田口が事件や大きな出来事に関わっていき、中盤以降に白鳥が登場してから解決に向けて展開するという構成となっている。それぞれの作品のタイトルは作品のメインキャラやキーパーソンを指した言葉が冠せられている。
作品事に扱う主題は異なるが、根底には著者が普及をライフワークとしているオートプシー・イメージング(Ai)がテーマにあり、作中でも事件解決のツールにもなり、ストーリーの主軸にもなっている。
本シリーズは田口の性別を変更して竹内結子・阿部寛主演で映画化され東宝系で公開、そして伊藤淳史・仲村トオル主演により関西テレビ放送（KTV）・メディアミックス・ジャパン（MMJ）制作でドラマ化され放送された（ドラマ版の総称は、本シリーズの別呼称としても用いられる「チーム・バチスタシリーズ」）。映像化された作品は#映像化作品を参照。
シリーズ累計発行部数約1080万部。

## シリーズ作品
チーム・バチスタの栄光
成功率100%を誇る「チーム・バチスタ」のバチスタ手術が相次いで術中死。調査役に任命された田口は「チーム・バチスタ」メンバーへの聞き込みを開始するが、術死はそれでも続いていく…。
- ハードカバー：2006年2月発行 ISBN 9784796650793
- 文庫版：2007年11月発行 ISBN 9784796661614（上）、ISBN 9784796661638（下）
- 文庫新装版：2015年10月発行 ISBN 9784800246424

ナイチンゲールの沈黙
東城大学医学部付属病院に伝説の歌姫が入院した一方、病院の歌姫がいる小児科からの依頼で小児愚痴外来を開くことに。だが患者の父親が惨殺される事件が発生する。
- ハードカバー：2006年10月発行 ISBN 9784796654753
- 文庫版：2008年9月発行 ISBN 9784796663588（上）、ISBN 9784796663601（下）
- 文庫新装版：2015年11月発行 ISBN 9784800247995

ジェネラル・ルージュの凱旋
救命救急センター部長・速水晃一が収賄をしているという告発文が田口の元に届く。速水を信じる田口は調査を開始するが、この収賄疑惑はエシックス・コミティや白鳥、そして速水を巻き込んでいく。
- ハードカバー：2007年4月発行 ISBN 9784796657549
- 文庫版：2009年1月発行 ISBN 9784796667678（上）、ISBN 9784796667692（下）
- 文庫新装版：2016年1月発行 ISBN 9784800249081

イノセント・ゲリラの祝祭
田口が白鳥の依頼で出席した厚生労働省主催の会議は、医療事故を調査する組織設立に向けての会議に発展。会議では解剖至上主義者や法律家が既得権益を守ろうとする思惑が渦巻いていた。
- ハードカバー：2008年11月発行 ISBN 9784796666763
- 文庫版：2010年1月発行 ISBN 9784796673594（上）、ISBN 9784796673617（下）
- 文庫新装版：2016年5月発行 ISBN 9784800255167

アリアドネの弾丸
東城大学医学部付属病院がエーアイセンター運営に動き出し、その運営会議でエーアイセンターの命運を掛けた戦いが始まる。エーアイセンター内で拳銃による殺人事件が発生し、高階が警察に捕まってしまう。
- ハードカバー：2010年9月発行 ISBN 9784796677417
- 文庫版：2012年6月発行 ISBN 9784796698542（上）、ISBN 9784796698566（下） 
- 文庫新装版：2016年7月発行 ISBN 978-4-8002-5663-8

ケルベロスの肖像
東城大学医学部付属病院の元に「東城大とケルベロスの塔を破壊する」という脅迫状が送られてくる。田口は姫宮の依頼で送り主の特定に乗り出す一方でAiセンターも稼働に向けて着々と進行していた。しかし、そのAiセンターのシンポジウムの日、東城大を揺るがす事件が発生する。
- ハードカバー：2012年7月発行 ISBN 9784796698580
- 文庫版：2014年1月発行 ISBN 9784800220370

カレイドスコープの箱庭
ケルベロスの肖像での事件により、閉鎖の危機に陥った東城大学医学部附属病院。相変わらず病院長の手足となって働いている『不定愁訴外来（別名・愚痴外来）』の責任者・田口への今回の依頼は、病理医の検体取り違え疑惑の調査だった。
- ハードカバー：2014年3月発行 ISBN 978-4-8002-2226-8
- 文庫版：2015年7月発行 ISBN 978-4-8002-4237-2

### 番外編・スピンオフ
東京都二十三区内外殺人事件
『このミステリーがすごい! 2008年版』に収録された短編。後に文庫版『イノセント・ゲリラの祝祭』に組み込まれ、短編版は『玉村警部補の災難』に収録された。
ジェネラル・ルージュの伝説
『ジェネラル・ルージュの凱旋』のスピンアウト作及び著者の作品群のガイドブック。ハードカバー発売時は『ジェネラル・ルージュの伝説 海堂尊ワールドのすべて』だった。
- ハードカバー：2009年2月発行 ISBN 9784796669122
- 文庫版：2010年6月発行 ISBN 9784796677394

玉村警部補の災難
加納達也と玉村誠のコンビの活躍を描いたスピンオフで、『このミステリーがすごい!』に収録された4つの短編が収録されている。
- ハードカバー：2012年2月発行 ISBN 9784796688215
- 文庫版：2015年6月発行 ISBN 9784800240460

## 登場人物

### メイン
田口公平
東城大学医学部付属病院神経内科学教室講師及び、不定愁訴外来責任者。リスクマネジメント委員会委員長。
白鳥圭輔
厚生労働省大臣官房秘書課付技官及び、医療過誤死関連中立的第三者機関設置推進準備室室長。

### 東城大学医学部付属病院関係者
高階権太
東城大学医学部付属病院院長。消化器腫瘍外科教授。いつも田口に難題の処理を押しつける。自分の名を嫌っており、名前の話題を出したものは粛清したと言われている。昔の渾名は「ゴンちゃん」。
藤原真琴
不定愁訴外来専任看護師。年齢は60過ぎ。定年間近だったが再就職制度を利用して不定愁訴外来の看護師となった。普段は温厚でのんびりしているように見えるが、察しが良く細やかな気配りができる人物。デマすら平気で流すらしいとも言われる程の噂好き。過去の東城大学医学部付属病院の事を知る生き字引のような存在でもある。
総合外科教室の看護師長を務め、手術室をはじめ各科を渡り歩いた経歴を持つ優秀な看護師で、総師長選挙に出馬し落選したことがある。教授のクビを飛ばせる政治力があるという評判を持ち、当時からの渾名は「地雷原」。高階とは互いを知る旧知の仲でもある。高階からはマコリンと呼ばれている。
速水晃一
東城大学医学部付属病院オレンジ新棟救命救急センター部長。田口、島津とは大学時代の同期で学生時代には剣道に勤しむ。
総合外科学教室(佐伯外科)に入局後、城東デパート火災で発生した多数の負傷者の治療に八面六臂の働きをし、速水の活躍は病院内の伝説となり「ジェネラル・ルージュ(血まみれ将軍)」と呼ばれるようになる。救命救急センター部長就任後は患者第一のため湯水の如く費用を使うことから事務方から「東城大の赤字王(レッド・キング)」と裏で呼ばれており評判は芳しくない。
島津吾郎
東城大学医学部付属病院放射線科准教授。同期の出世頭。田口と速水とは大学時代の同期で後輩の彦根と共に麻雀に興じた仲でもある。
MRI研究の第一人者としても知られ、その方面の知識は国際的なレベル。髭の強面という風貌の持ち主で子供は嫌いで無愛想に接するが、子供にはMRI検査で断続的に響く轟音に由来して「がんがんトンネル魔人」と慕われている。
兵藤勉
神経内科学教室助手兼医局長。3年前に他の病院の権力争いに敗れて東城大学医学部付属病院に赴任した。上昇志向の塊で赴任早々に、あらゆるウワサを流して田口を失脚させて講師にのし上がろうと目論んだが、田口の性格を読み誤ったこともあり失敗。その時の出来事が愚痴外来を開設させるきっかけを作った。以降は田口が兼任していた医局長の座をはじめとしたほとんどの権限を田口から譲り受けることになり、田口と円満な関係を築いており、田口に病院の周辺情報を教えている。根っからのウワサ好きで「廊下トンビ」の渾名で呼ばれている。
黒崎誠一郎
臓器統御外科教授。臓器統御外科のリスクマネジャーも兼任。目立ちたがりな性格でかつ怒りっぽい性格だが、たとえ自分が気に入らないことでも有益ならば容認する度量の広さを持つ。高階病院長が東城大学医学部付属病院に赴任した頃より、自分より少し年下の高階のことは快く思っていない。速水からは「黒ナマズ」と呼ばれている。

### 白鳥の関係者
加納達也
警察庁刑事局刑事企画課電子網監視室室長。階級は警視正。白鳥が進める医療事故調査機関の設置に絡む事情により桜宮警察署に2年間出向してきたが、宗教団体「神々の楽園」リンチ死事件摘発後に警察庁へ帰還する。長身でハンサムな風貌で女性からの人気が高い。
白鳥とは大学時代の同期で共に確率研究会（数学関連ではなく麻雀のサークル）に在籍していた。学生時代の渾名は「ハウンドドッグ」。
捜査手法は事件現場情報をビデオに録画し、その情報をコンピューター上でデジタル化して現場を解析する「デジタル・ムービー・アナリシス(DMA)」という手法を用い、それにより検挙率を向上させた実績から「デジタル・ハウンドドッグ」の異名を持つ。自ら現場に赴く現場主義者という一般の官僚らしからぬスタンスの持ち主だが、足を使っての捜査を軽視している。ちなみにこの手法を白鳥には｢紙芝居｣と茶化されている。
玉村誠
桜宮警察署警部補。桜宮警察署内でも腫れ物扱いにされる加納を押し付けられ、加納と共に行動する。マイペースな遅刻魔で昇進には縁がない。現場主義という点においては加納と意気投合しているが、捜査は足を使うものという信条から加納のDMAには難色を示している。互いに相方に振り回される境遇故か田口とは気が合う。
姫宮香織
厚生労働省大臣官房秘書課付医療技官及び、医療過誤死関連中立的第三者機関設置推進準備室室長補佐。名前は『チーム・バチスタの栄光』にて登場しているが、初登場したのはシリーズには含まれない外伝作品『螺鈿迷宮』から。フルネームは『極北クレイマー』より判明。通称「氷姫」。
別宮葉子
時風新報分室社会部の新聞記者。姫宮同様に名前は『チーム・バチスタの栄光』にて登場しているが初登場は『螺鈿迷宮』から。螺鈿迷宮時点では主任補佐だが、『イノセント・ゲリラの祝祭』では主任に昇格した。
『螺鈿迷宮』の主人公である東城大学医学部落第生の天馬大吉の幼馴染。美人かつ優秀な記者で、「レッツ・カジノ」なる特集記事で社長賞を受賞したことがある。また、「チーム・バチスタ」の特集記事を書いたことがある。天馬に無理難題なことから原稿執筆までを手伝わせており、その天馬からは校正原稿が赤ペンの訂正で真っ赤になることから影で「血塗れヒイラギ」と渾名を付けられている。厚生労働省ともパイプを持ち、白鳥とも知り合い。

## 主な用語
リスクマネジメント委員会
東城大学医学部付属病院に設置されている医療問題の対策を検討、引き出された教訓や決定事項を現場に反映させるための組織。東城大では呼吸器内科学教室助教授・曳地均が委員長を務めていたが、「バチスタ・スキャンダル」以降は田口が委員長を務める。
パッシブ・フェーズ/アクティブ・フェーズ
白鳥が語る“説得”と“心理読影”のために用いる話術及び調査方法。日常生活に心理学を応用した概念でもあり、聞き込み相手の印象がパッシブとアクティブで大幅に異なることもある。
アクティブ・フェーズ
“説得”に対応する技術。主な使用者は白鳥圭輔。“ホンキー・トンク”や“たたみかけ”など、多くのテクニックや極意で相手が怒るかどうかのラインで情報を収得する。調査方法が変えるひらめきと臨機応変さがアクティブ・フェーズの生命線。白鳥は大抵相手を怒らせているが、基本的に相手が本気で怒ってはいけないとされる。主に『医学のたまご』で曾根崎伸一郎は、「アクティヴ・フェーズは相手が本気で反撃してくるため総力戦になる」と言う。別名は「やられたらやり返せ」。
アグレッシブ・フェーズ
『ジェネラル・ルージュの凱旋』内で速水晃一が体現したアクティブ・フェーズの進化型。
極意その1
相手が怒るか怒らないかギリギリのところで持ちこたえる。
極意その2
ガツンとやる前に、隠れる物陰を確保しておくこと。
極意その3
用件が終了したら長居は禁物。
極意その4
複数同時聴取で反射情報をからめ取れ。
極意その5
身体を張って情報をゲット。
極意その7
反射消去法。
極意その8
弱点を徹底的に攻めろ。
極意その9
最後に信じられるのは自分だけ。
極意その10
すべての事象をありのままに見つめること。
極意その11
強大な相手には次元を変え、ホットスポット（戦いの焦点）を移動させよ。
極意その12
とどめを刺すまでは油断大敵。
奥義
いざとなったら他力本願。
極意
土石流。パペット・タイプの相手に対して使用する。
極意そのたしか11
フルーツバスケット。エシックス・コミティで白鳥が、東城大学にAiを導入させる際に使用した。
極意の惹句
張られたツラは張り返せ
パッシブ・フェーズ
“心理読影”に対応する技術。主な使用者は田口公平、姫宮。対象を自分の繭の中に取り込で話させる聞き取り方法。極意は明鏡止水、すべての事象をあるがままに受け止めて、可能な限り荒波を立てない。
セルフポートレート（自画像）・ヒヤリングにより、相手の人物像を把握して聞き込みを行う「オフェンシヴ・ヒヤリング」（田口が初めて会った人に名前の由来を尋ねる形式が該当する）、対象が積極的な場合は「オフェンシブ・トーク」、相手が消極的な時に秘密を守るためなら「スネイル（かたつむり）・トーク」、対象の苦悩が原因なら「シーアネモネ（いそぎんちゃく）・トーク」に分類される。
『医学のたまご』で曾根崎伸一郎は、「パッシヴ・フェーズは相手がとても悪質だった場合は無傷ではすまない」と発言している。

## 映像化作品
映画（TBSテレビ）
- チーム・バチスタの栄光 - 東宝、2008年2月9日公開
- ジェネラル・ルージュの凱旋 - 東宝、2009年3月7日公開

チーム・バチスタシリーズ（KTV・MMJ）
当該項目を参照。